# Substancja niebezpieczna
Treść tego artykułu od 2019-12 należy opracować w taki sposób, aby nie uwypuklała nadmiernie polskiej specyfiki / aby nie zawężała się tylko do polskich warunków
Dokładniejsze informacje o tym, co należy poprawić, być może znajdują się w dyskusji tego artykułu.
 Po wyeliminowaniu niedoskonałości należy usunąć szablon {{Dopracować}} z tego artykułu.
Substancja niebezpieczna dla środowiska – pojęcie zdefiniowane w ustawie Prawo ochrony środowiska, zgodnie z zasadami IPPC (ang. Integrated Pollution Prevention and Control), w celu stosowania jednakowych w krajach UE zasad określania stopnia negatywnego oddziaływania instalacji na środowisko. W artykule 3 Ustawy (Definicje i zasady ogólne) stwierdzono: 

Ilekroć w ustawie jest mowa o:
...
4) emisji – rozumie się przez to wprowadzane bezpośrednio lub pośrednio, w wyniku działalności człowieka, do powietrza, wody, gleby lub ziemi:
a) substancje,
b) energie, takie jak ciepło, hałas, wibracje lub pola elektromagnetyczne
...
36) substancji – rozumie się przez to pierwiastki chemiczne oraz ich związki, mieszaniny lub roztwory występujące w środowisku lub powstałe w wyniku działalności człowieka
...
37) substancji niebezpiecznej – rozumie się przez to jedną lub więcej substancji albo mieszaniny substancji, które ze względu na swoje właściwości chemiczne, biologiczne lub promieniotwórcze mogą, w razie nieprawidłowego obchodzenia się z nimi, spowodować zagrożenie życia lub zdrowia ludzi lub środowiska; substancją niebezpieczną może być surowiec, produkt, półprodukt, odpad, a także substancja powstała w wyniku awarii